# 正常報酬率
正常報酬率(normal rate of return)指的是能讓企業主及投資人滿意的最低投資報酬率。當整個經濟市場穩定而企業亦有穩定的收入時，正常投資報酬率會相當接近政府的公債利息；如果經濟市場不穩定，正常報酬率便會變得較高才能使投資人安心。當一個企業賺入正常投資報酬率的收入，該企業的利潤是零。